# Miss Univers 1952
Miss Univers 1952, est la 1re élection de Miss Univers qui s'est déroulée au Long Beach Municipal Auditorium à Long Beach, en Californie aux États-Unis.
Armi Kuusela devint la première Miss Univers, et tenante du premier titre de Miss Finlande la même année. Elle est couronnée par l'actrice américaine Piper Laurie.

## Couronne
Cette couronne n'a pas été imaginée juste pour le concours. La couronne date de 1884 et certains des diamants remonte à Catherine II de Russie (XVIIIe siècle) ; elle a été portée notamment par la dernière tsarine lors de son mariage avec Nicolas II de Russie.
En plus de la couronne, elle porte un diadème. D'autres princesse ou duchesse l'ont portée également.
Après la prise de pouvoir par les Bolcheviks en 1917, la couronne a été revendue (dans les années 1920) et est passée de mains en mains jusqu'à arriver sur la tête de Miss Univers 1952.

## Résultats
| Résultats         | Candidates |
| ----------------- | --- |
| Miss Univers 1952 | - Finlande - Armi Helena Kuusela |
| 1re dauphine      | - Hawaï - Elza Kananionapua Edsman |
| 2e dauphine       | - Grèce - Ntaizy Daisy Mavraki |
| 3e dauphine       | - Hong Kong - Judy Dan |
| 4e dauphine       | - Allemagne - Renate Hoy |
| Top 10            | - Afrique du Sud - Catherine Edwina Higgins - États-Unis - Jackie Loughery - Mexique - Olga Llorens Pérez-Castillo - Suède - Anne Marie Thistler - Uruguay - Gladys Rubio Fajardo |

## Prix distribués
| Prix                                       | Candidate                                            |
| ------------------------------------------ | ---------------------------------------------------- |
| Miss Congénialité                          | - Belgique - Myriam Lynn - Montana - Valerie Johnson |
| La fille la plus populaire dans une parade | - Chili - Esther Saavedra                            |

## Candidates

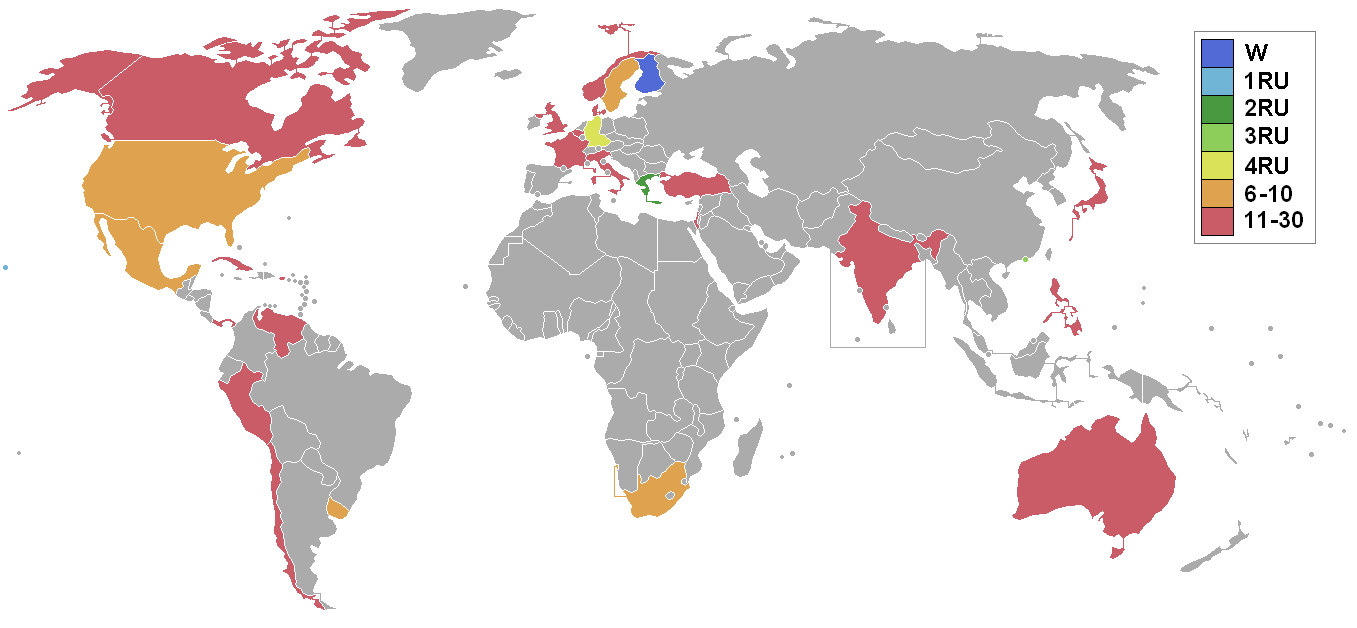
Pays des participantes et résultats

| Pays représentant | Candidate                        |
| ----------------- | -------------------------------- |
| Afrique du Sud    | Catherine Edwina Higgins         |
| Alaska            | Shirley Burnett                  |
| Allemagne         | Renate Hoy                       |
| Australie         | Leah MacCartney                  |
| Belgique          | Myriam Lynn (Marianne Müllender) |
| Canada            | Ruth Carrier                     |
| Chili             | María Esther Saavedra Yoacham    |
| Cuba              | Gladys López                     |
| Danemark          | Hanne Sørensen                   |
| États-Unis        | Jacqueleen "Jackie" Loughery     |
| Finlande          | Armi Helena Kuusela              |
| France            | Claude Goddart                   |
| Grande-Bretagne   | Aileen P. Chase                  |
| Grèce             | Ntaizy (Daisy) Mavraki           |
| Hawaï             | Elza Kananionapua Edsman         |
| Hong Kong         | Judy Dan                         |
| Inde              | Indrani Rahman                   |
| Israël            | Ora Vered                        |
| Italie            | Giovanna Mazzotti                |
| Japon             | Himeko Kojima                    |
| Mexique           | Olga Llorens Pérez-Castillo      |
| Norvège           | Eva Røine                        |
| Panama            | Elzibir Gisela Malek             |
| Pérou             | Ada Gabriela Bueno               |
| Philippines       | Teresita Torralba Sanchez        |
| Porto Rico        | Marilia Levy Bernal              |
| Suède             | Anne Marie Thistler              |
| Turquie           | Gelengul Tayforoglu              |
| Uruguay           | Gladys Rubio Fajardo             |
| Venezuela         | Sofía Silva Inserri              |

## Jury
| Membre | Membre            | Nationalité | Notes                                        |
| ------ | ----------------- | ----------- | -------------------------------------------- |
|        | Milo Anderson     | Américaine  | Designer artistique.                         |
|        | Arlene Dahl       | Américaine  | Actrice.                                     |
|        | Constance Moore   | Américaine  | Actrice et chanteuse.                        |
|        | Gilbert Roland    | Américaine  | Acteur.                                      |
|        | Tom Kelley        | Américaine  | Photographe.                                 |
|        | Yucca Salamunich  | Yougoslave  | Sculpteur.                                   |
|        | Samuel Heavenrich | Américaine  | Réalisateur artistique.                      |
|        | Robert Palmer     | Américaine  | Directeur de casting pour Universal Studios. |
|        | Robert Goldstein  | Américaine  | Directeur exécutif de Universal Studios.     |
|        | Vicent Trotta     | Italienne   | Directeur d'art pour Paramount Pictures.     |

## Observations